# Gmina Middelfart
Gmina Middelfart (duń. Middelfart Kommune) – gmina w Danii w regionie Dania Południowa.
Gmina powstała 1 stycznia 2007 roku na mocy reformy administracyjnej z połączenia gmin Ejby,  Nørre Aaby i poprzedniej grupy Middelfart.
Siedzibą władz gminy jest miasto Middelfart.